# Sofá cama

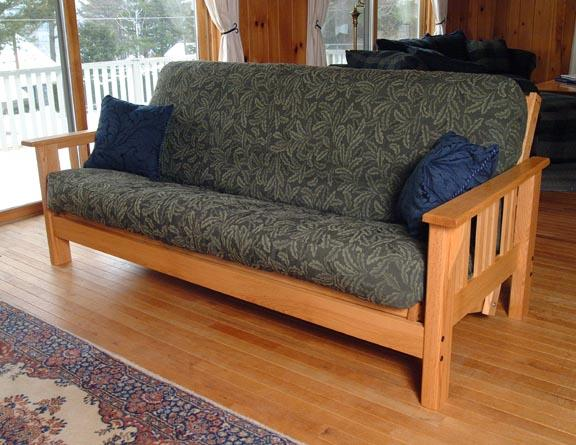
Sofá cama abatible

Un sofá cama es un tipo de sofá de estructura metálica que incluye un colchón estrecho que puede ser desplegado o abierto para formar una cama.
El tipo de mecanismos para convertir un sofá en cama es muy variado. Un ejemplo de apertura sería aquel que hace la cama estirando de un cajón inferior que hace las funciones de somier junto con la parte fija del sofá; el colchón se extiende sobre el mismo formando la cama. Otro formato permite abatir el respaldo formando el lecho unido a la base del asiento.
El sofá cama es un mueble versátil que combina su función de asiento durante el día con el de cama durante la noche. Se usan para aprovechar el espacio disponible en habitaciones pequeñas o como mueble auxiliar para acoger invitados en momentos puntuales. Dadas sus características, se combinan con colchones flexibles y estrechos como los de espuma de poliuretano o futón.
Los sofás cama pueden encontrarse no solo en muchos estilos sino también en varias medidas. Los más típicos son las camas para dos personas (sofás de dos/tres plazas) si bien también existen camas individuales (normalmente en sofás de una plaza).

## Historia del sofá cama

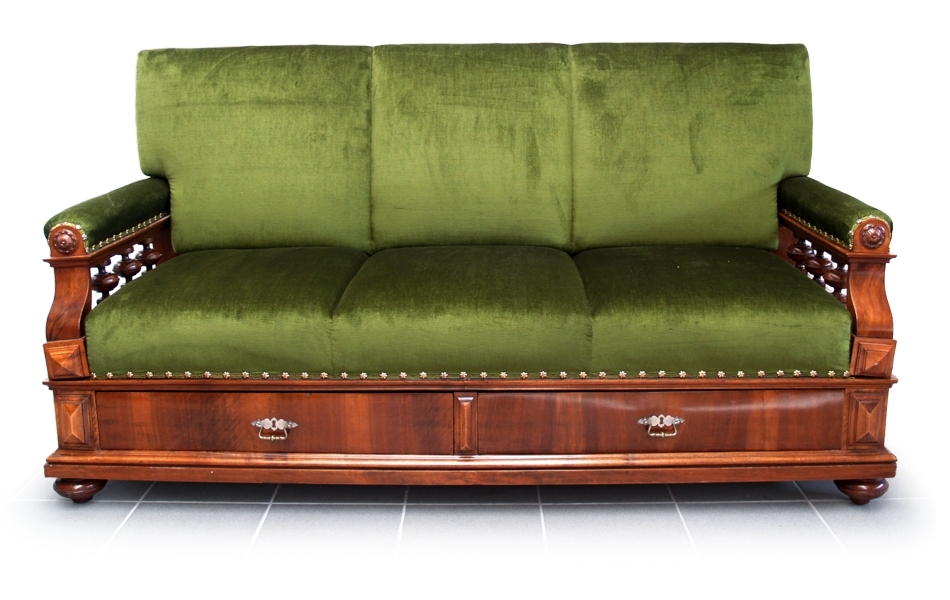
Sofá cama ca. 1880

A finales del siglo XIX se produjo un auge de las innovaciones en el campo del sueño y el descanso. Poco después de que Sarah Goode patentara el "escritorio-cama", un inventor afroamericano llamado Leonard C. Bailey recibió la patente por inventar una cama plegable. El diagrama de patentes de 1899 representaba un bastidor de cama de metal  y un colchón que se doblaba en el centro. Cada extremo longitudinal de la cama se levantaba para encontrarse en el centro, como cuando cierras un libro y los dos extremos se juntan. El invento llamó la atención de la Junta Médica del Ejército de los Estados Unidos, que apostó por él (como muchos campistas entusiasmados con la idea) y dio lugar a su producción en masa.
En 1908, William Murphy inventó la cama abatible. Su apartamento de una habitación en San Francisco no dejaba mucho espacio para atender a los invitados, por lo que Murphy ideó un mecanismo de bisagras fijado a la cabecera de la cama que la voltearía contra un hueco en la pared cuando no estaba en uso (la actual cama abatible o cama Murphy). En 2013, Murphy Bed Co. todavía fabricaba camas Murphy.
El abuelo de los sofás cama modernos fue un producto del conocido “sueño americano”. Bernard Castro era un italiano que emigró a los Estados Unidos en 1919. Después de pasar gran parte de su tiempo libre en museos estudiando los muebles expuestos, Castro comenzó a construir su propia marca de sofás-cama en 1931. Sus diseños eran únicos porque los sofás no parecían contener un colchón y un armazón ambos extraíbles, conservando el atractivo estético de los muebles de alta gama.
Su familia vendió la empresa en 1993 tras la muerte de Castro, pero su hija Bernadette recuperó la propiedad en 2008 y se centró en la comercialización de un sofá cama otomano de alta gama.